# Lacinipolia pensilis
Lacinipolia pensilis är en fjärilsart som beskrevs av Augustus Radcliffe Grote 1874. Lacinipolia pensilis ingår i släktet Lacinipolia och familjen nattflyn. Inga underarter finns listade i Catalogue of Life.